# Marina One
Le Marina One est un gratte-ciel de 225 mètres construit en 2017 à Singapour. 